# Blommersia variabilis
Blommersia variabilis es una especie de anfibio anuro de la familia Mantellidae.

## Distribución geográfica
Esta especie es endémica del noreste de Madagascar. Habita cerca de Maroantsetra, Voloina, Ambodivoahangy y Ambohinantely.

## Publicación original
- Pabijan, Gehring, Köhler, Glaw & Vences, 2011 : A new microendemic frog species of the genus Blommersia (Anura: Mantellidae) from the east coast of Madagascar. Zootaxa, n.º 2978, p. 34-50.[4]